# 全国はちみつ公正取引協議会
一般社団法人全国はちみつ公正取引協議会（ぜんこくはちみつこうせいとりひききょうぎかい）は、景品表示法第31条第1項の規定に基づき認定を受けた「はちみつ類の表示に関する公正競争規約」（以下「公正競争規約」）を効果的に運用することで、不当な顧客誘引の防止、消費者の自主的かつ合理的な商品選択に資すると共に、はちみつ類の取引の公正化を図り、もって国民の食生活の向上とはちみつ業界の健全な発展に寄与することを目的とする一般社団法人である。本部を東京都中央区日本橋小伝馬町に置く。

## 概要
元内閣府所管。消費者庁及び公正取引委員会から景品表示法第31条に基づいて認定された「はちみつ類の表示に関する公正競争規約」というルールを定めている。協議会は会員に対して、ルールに則り適正な表示を行い、一般消費者が安心してはちみつ製品を購入できるよう生産者に対し指導を行っている。また協議会は国際食品規格委員会が定めた国際的食品規格「CODEX（コーデックス）」に基づき、公正競争規約に「はちみつの定義及び組成基準」を定め、会員から提出させた製品の定期検査を毎年行い、公正競争規約に定める表示内容・組成基準に適合した会員に対し、製品に「公正取引マーク」の貼付を認可している。

## 組織
役員は、学識経験者およびはちみつ生産企業の代表者、正会員ははちみつ生産企業、賛助会員ははちみつを取り扱う商社・輸入業者等で構成される。

### 正会員
- 株式会社加藤美蜂園本舗

ほか 全59社

### 賛助会員
- 株式会社カーギルジャパン
- 兼松株式会社
- 住商フーズ株式会社[6]（住友商事グループ）
- 双日食料株式会社
- ティーエムシ―ハニー株式会社[7]（ハニューフーズグループ）
- 豊通食料株式会社
- 八木通商フーズ・アンド・マテリアルズ株式会社[8]（八木通商グループ）
- 全農グリーンリソース株式会社[9]（全農グループ）

全8社